# Daniele Manin
Daniele Manin (Veneza, 13 de maio de 1804 – Paris, 22 de setembro de 1857) foi um advogado, político e patriota italiano. Ele foi um dos atores do Risorgimento, tornando-se o presidente da breve República de São Marcos.

## Biografia
Nascido em uma família judia de Verona, o seu nascimento está registrado sob o nome de Daniele Medina. Mais tarde, sua família se converteu ao catolicismo e, como era a prática entre os judeus na época, o menino toma no seu batismo, o nome de família de seu padrinho, que era ninguém menos que o irmão de Ludovico Manin, o último doge da Sereníssima República. Por esta coincidência, o nome desta antiga família patrícia associado ao extremo da independência de Veneza é hoje sinônimo de liberdade.

## Líder Revolucionário
A tentativa heroica, mas sem esperança dos Bandiera Irmãos venezianos que tinham servido na marinha austríaca contra os Bourbons de Nápoles, em 1844, foi o primeiro evento para causar o despertar de patriotismo dos Venezianos. Em 1847, Manin apresentou uma petição à congregação dos Venezianos, uma assembleia consultiva impotente tolerado pela Áustria, informando o imperador das necessidades da nação. Ele foi preso sob a acusação de alta traição, mas sua prisão só serviu para agitar os venezianos, que
estavam começando a apreciar Manin.
Dois meses mais tarde, quando toda a Itália e metade do resto da Europa estavam no auge da revolução, o povo de Veneza forçou o governador austríaco, para liberar Manin. Os austríacos logo perderam o controle da cidade: o Arsenal foi apreendido pelos revolucionários e, sob a direção de Manin, a guarda cívica e um governo provisório foram instituídos. Os austríacos retiraram-se de Veneza em 26 de março e Manin se tornou presidente da recém criada República de São Marcos Ele já tinha sido a favor da unificação italiana, mas não pela anexação do Piemonte, porque ele queria a ajuda francesa. Ele cedeu à vontade da maioria de seus compatriotas e emitiu seus poderes aos comissários reais de Piemonte, em 7 de agosto. Mas após a derrota em Custoza piemontês, e do armistício em que o rei Carlos Alberto abandonou a Lombardia e Veneto para a Áustria, os venezianos tentaram linchar os comissários reais, porém Manin salvou a vida dos comissários reais com dificuldade. Uma assembleia foi convocada, e um triunvirato foi formado com Manin.

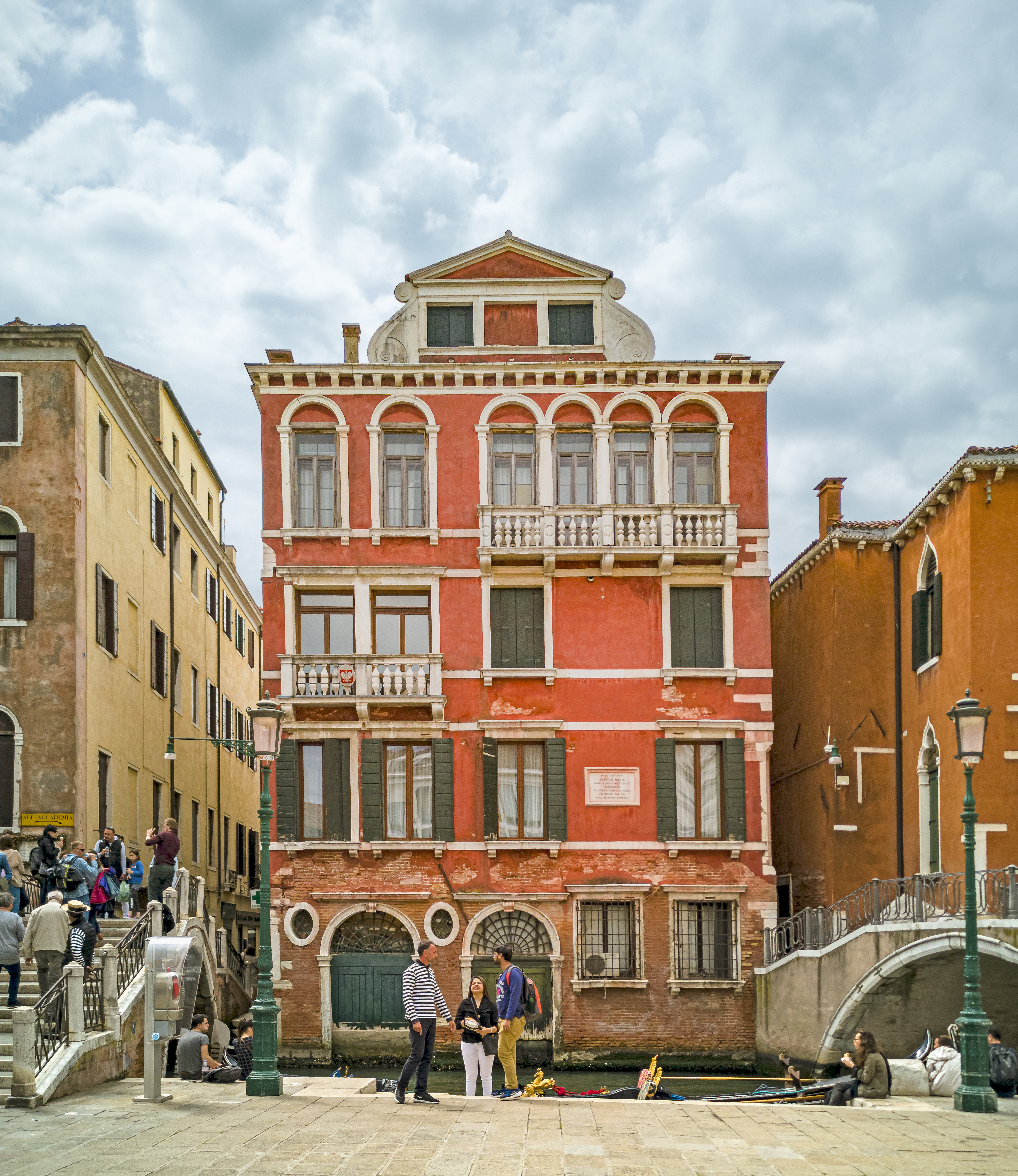
Rio di San Luca, san marco, living place of Daniele Manin

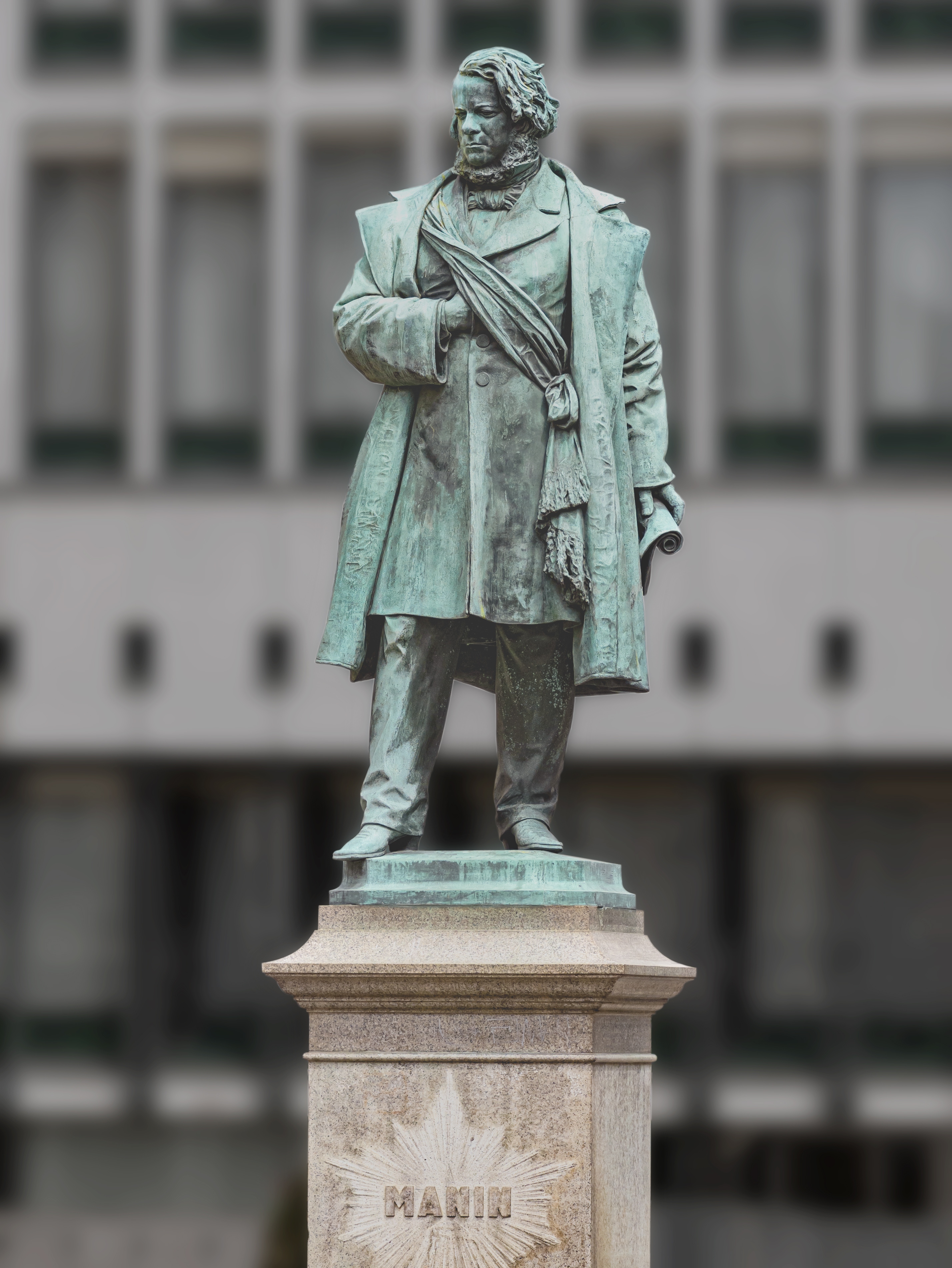
Monumento de Bronze de Daniele Manin em Veneza

Para o fim de 1848, os austríacos, fortemente armados, recuperaram todo o continente Veneziano. Os cidadãos, no entanto, pressionados e ameaçados com um cerco, apresentaram a maior devoção à causa da liberdade, todos compartilhando os perigos e dificuldades e dando o que tinham para os cofres do Estado. No início de 1849, Manin foi novamente eleito presidente da República, e conduziu a defesa da cidade, com grande habilidade.
Após a derrota das tropas de Carlos Alberto em Novara, em março, a assembleia de Veneza votou "A resistência a todo o custo!" e concedeu ao Manin poderes ilimitados.
Enquanto isso, as forças austríacas cercavam a cidade. Manin mostrou uma boa capacidade de organização, em que ele foi habilmente destacado pelo general napolitano, Guglielmo Pepe, que liderou o exército napolitano para defender Veneza contra a ordem de seu rei. Mas no dia 26 de Maio, os venezianos foram forçados a abandonarem Forte Marghera, a caminho entre a cidade e o continente; a comida estava se tornando escassa, em 19 de junho, o paiol de pólvora explodiu, e julho de cólera eclodiu. As baterias austríacas, posteriormente, começaram a bombardear Veneza, e quando a frota da Sardenha retirou-se do Adriático a cidade também foi atacada pelo mar, enquanto os demagogos causavam problemas internos.
Por fim, em 24 de agosto 1849, quando todas as disposições e munições estavam esgotados, Manin, conseguiu negociar uma rendição honrosa. Manin, Pepe e alguns outros, foram para o exílio. Em 27 de agosto, Manin deixou Veneza para sempre a bordo de um navio francês.

## Morte
Sua esposa morreu em Marselha, e ele mesmo chegou a Paris com a saúde debilitada e quase destituído, tendo passado toda a sua fortuna para Veneza.
Em Paris, ele manteve-se através do ensino e se tornou um líder entre os exilados italianos. Lá ele se tornou um convertido do republicanismo a monarquia, sendo convencido de que somente sob os auspícios do rei Victor Emmanuel a Itália poderia ser libertada e, juntamente com Giorgio Pallavicino e Giuseppe La Farina, fundaram a Società Nazionale Italiana com o objetivo de propagar a ideia de união sob a monarquia piemontesa.
Seus últimos anos foram amargurados pelo terrível sofrimento de sua filha, que morreu em 1854. Ele morreu em 22 de setembro 1857, e foi sepultado no túmulo da família de Ary Scheffer.
Em 1868, dois anos após os austríacos finalmente partirem de Veneza, seus restos mortais foram trazidos para a sua cidade natal e ele foi homenageado com um funeral público. A gôndola carregando seu caixão foi decorada com arco "encimada pelo leão de São Marcos, resplandecente de ouro", deu à luz "a norma Veneziana velado com crepe preto", e tinha "duas estátuas colossais de prata que acenam as cores nacionais da Itália". As estátuas representavam a unificação da Itália e Veneza. O cortejo fúnebre foi descrito como "magnífico". Seus restos mortais estão enterrados na Basílica de Santa Cruz, a primeira pessoa enterrada lá em mais de 300 anos.